# Municipio de Tlahuapan
El Municipio de Tlahuapan es uno de los  217 municipios en que se encuentra dividido el estado mexicano de Puebla. Ubicado en el centro-oeste del territorio estatal y en la Región 20 del estado. Su cabecera municipal es el pueblo de Santa Rita Tlahuapan.

## Geografía

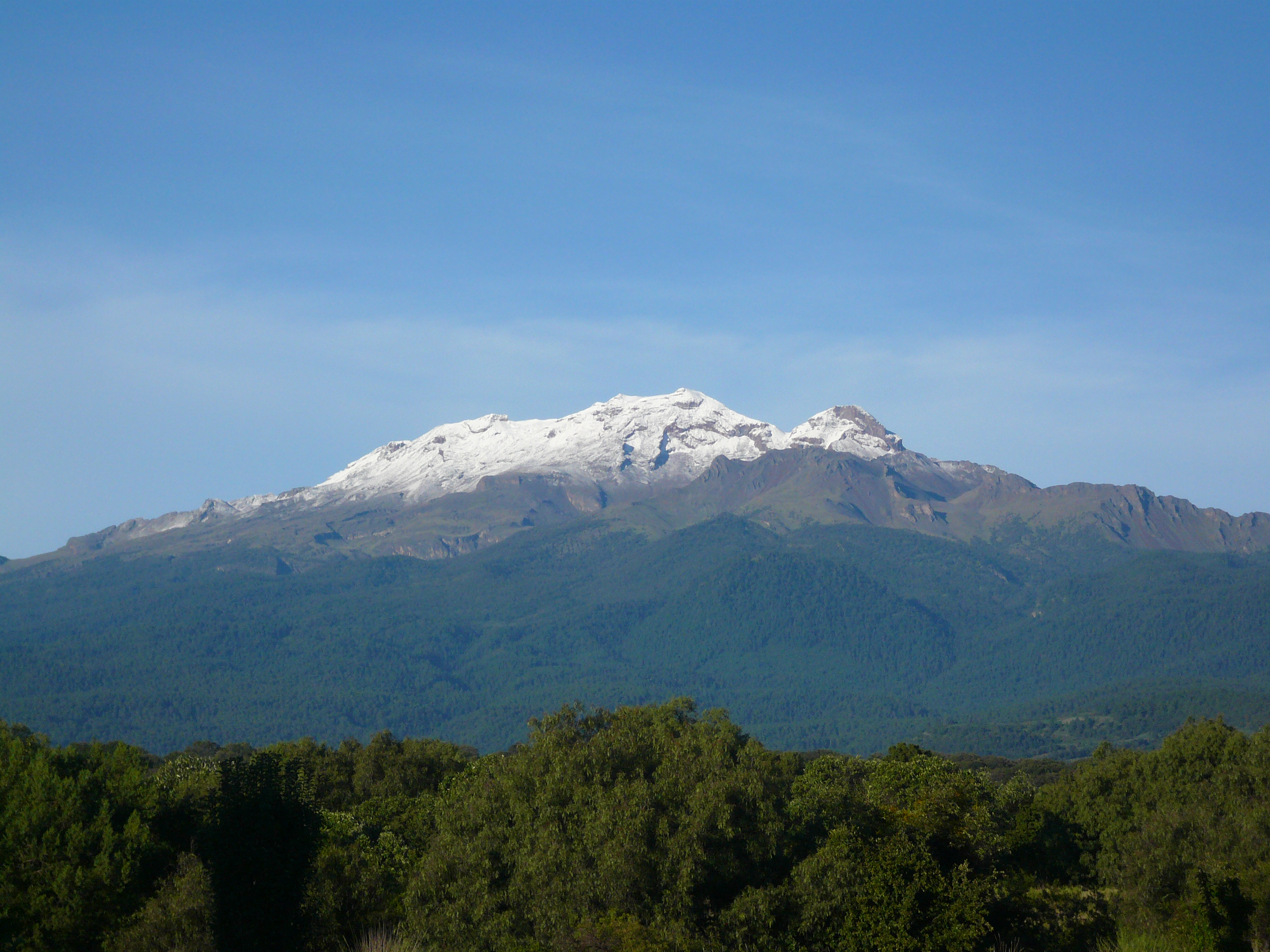
El volcán Iztaccíhuatl visto desde el territorio municipal de Tlahuapan.

El municipio de Tlahuapan se encuentra localizado en el centro oeste del estado, fronterizo con los estados de México y de Tlaxcala y en las faldas de la Sierra Nevada. Sus coordenadas geográficas extremas son 19°14′ - 19°28′ de latitud norte y 98°29′ - 98°40′ de longitud oeste; la altitud, dominada por las elevaciones de la Sierra Volcánica, fluctúa entre 2300 y 3500 metros sobre el nivel del mar.
Limita al sur con el municipio de San Salvador el Verde y al sureste con el municipio de San Matías Tlalancaleca; al noreste y norte limita con el estado de Tlaxcala, en particular con el municipio de Calpulalpan, el municipio de Nanacamilpa de Mariano Arista, el municipio de Sanctórum de Lázaro Cárdenas y el municipio de Españita; al oeste limita con el estado de México, correspondiendo sus límites al municipio de Tepetlaoxtoc, el municipio de Texcoco, el municipio de Ixtapaluca y el municipio de Tlalmanalco.

### Hidrografía
El municipio pertenece a la cuenca del río Atoyac, una de las cuencas más importantes del estado, que tiene su nacimiento cerca del límite de los estados de México y Puebla, en la vertiente oriental de la Sierra Nevada; por su ubicación se localiza en la parte occidental de la cuenca alta del Atoyac. Los ríos que atraviesan el municipio, generalmente oeste a este son formadores o afluentes del Atoyac, destacando los siguientes: Las Rositas, Río Grande, y Chautonco y Ayotla además de gran cantidad de arroyos intermitentes.

## Demografía
De acuerdo a los resultados del Censo de Población y Vivienda de 2020 realizado por el Instituto Nacional de Estadística y Geografía, la población total de Tlahuapan asciende a 41 547 personas; de las que 20 461 son hombres y 21 086 son mujeres.

### Localidades
El municipio incluye en su territorio un total de localidades. Las principales, considerando su población del censo de 2020 son:
| Localidad                 | Población |
| Total Municipio           | 41 547    |
| Santa Rita Tlahuapan      | 9 755     |
| San Rafael Ixtapalucan    | 5 041     |
| Santa María Texmelucan    | 4 251     |
| San Miguel Tianguistenco  | 3 844     |
| Santiago Coltzingo        | 3 635     |
| Guadalupe Zaragoza        | 3 050     |
| San Juan Cuauhtémoc       | 2 423     |
| Ignacio Manuel Altamirano | 1 429     |
| San Pedro Matamoros       | 1 257     |
| Santa Cruz Otlatla        | 1 227     |
| Santa Cruz Moxolahuac     | 887       |

## Gobierno
El gobierno del municipio de Tlahuapan le corresponde al Ayuntamiento quese encuentra conformado por el presidente municipal, un Síndico y el cabildo integrado por ocho regidores, seis de los cuales son electos por mayoría relativa y los dos restantes por mediante el principio de representación proporcional, todos son electos mediante el voto universal, directo y secreto en un proceso electoral celebrado el primer domingo de julio del año de la elección y que asumen sus cargos el 15 de febrero del siguiente año, por un periodo de tres años que no son reeligibles para el inmediato pero si de forma alternada.

## Subdivisión administrativa
El municipio de Tlahuapan se divide para su administración interior, además de la cabecera municipal, en ocho juntas auxiliares, estas son electas mediante plebiscito popular celebrado el último domingo de marzo del año correspondiente y conformadas por un Presidente Auxiliar y cuatro regidores, todos para un periodo de tres años y que asumen sus cargos el día 15 de abril siguiente a su elección. 
Las ocho juntas auxiliares del municipio de Tlahuapan son las que siguen:
- Santiago Coltzingo
- San Rafael Ixtapalucan
- San Juan Cuauhtémoc
- San Pedro Matamoros
- Guadalupe Zaragoza
- Santa María Texmelucan
- Ignacio Manuel Altamirano
- San Miguel Tianguistenco

## Presidentes municipales
- 1996 - 1999: Agustín Rodríguez Sánchez
- 1999 - 2001: Noel Díaz Ramírez
- 2002 - 2005: Francisco Torres Mogolllán
- 2005 - 2008: Humberto Caballero Flores
- 2008 - 2011: Mauro Crispín Díaz
- 2011 - 2014: Eucebio Juárez Ventura
- 2014 - 2017:  Joel Díaz Ramírez
- 2018 - 2021: Vidal Roa Benítez
- 2022 - 2024: Rosiceli Díaz Hernández
- 2024 - 2027: Rosiceli Díaz Hernández

## Representación legislativa
Para la elección de diputados locales representantes de la población en el Congreso de Puebla y diputados federales integrantes de la Cámara de Diputados de México, el municipio de Tlahuapan se encuentra integrado en los siguientes distritos electorales:
Local:
- Distrito electoral local 7 de Puebla con cabecera en la ciudad de San Martín Texmelucan.[5]

Federal:
- Distrito electoral federal 5 de Puebla con cabecera en la ciudad de San Martín Texmelucan.[6]